# Helicodendron cumbriense
Helicodendron cumbriense är en svampart som beskrevs av Abdullah 1983. Helicodendron cumbriense ingår i släktet Helicodendron, ordningen disksvampar, klassen Leotiomycetes, divisionen sporsäcksvampar och riket svampar.   Inga underarter finns listade i Catalogue of Life.